# Maria Manuela Portugal Eanes
Maria Manuela Portugal Eanes (ur. 29 grudnia 1938 w Almadzie) – portugalska pierwsza dama.

## Życiorys
28 października 1970 poślubiła wojskowego António Ramalho Eanesa, który w latach 1976-1986 był prezydentem kraju.
Eanesowie mają dwóch synów:
- Manuel António (ur. 1972),
- Miguel (ur. 1977).

## Odznaczenia
- Krzyż Wielki Order Infanta Henryka (1997)[2]